# Anna Funder

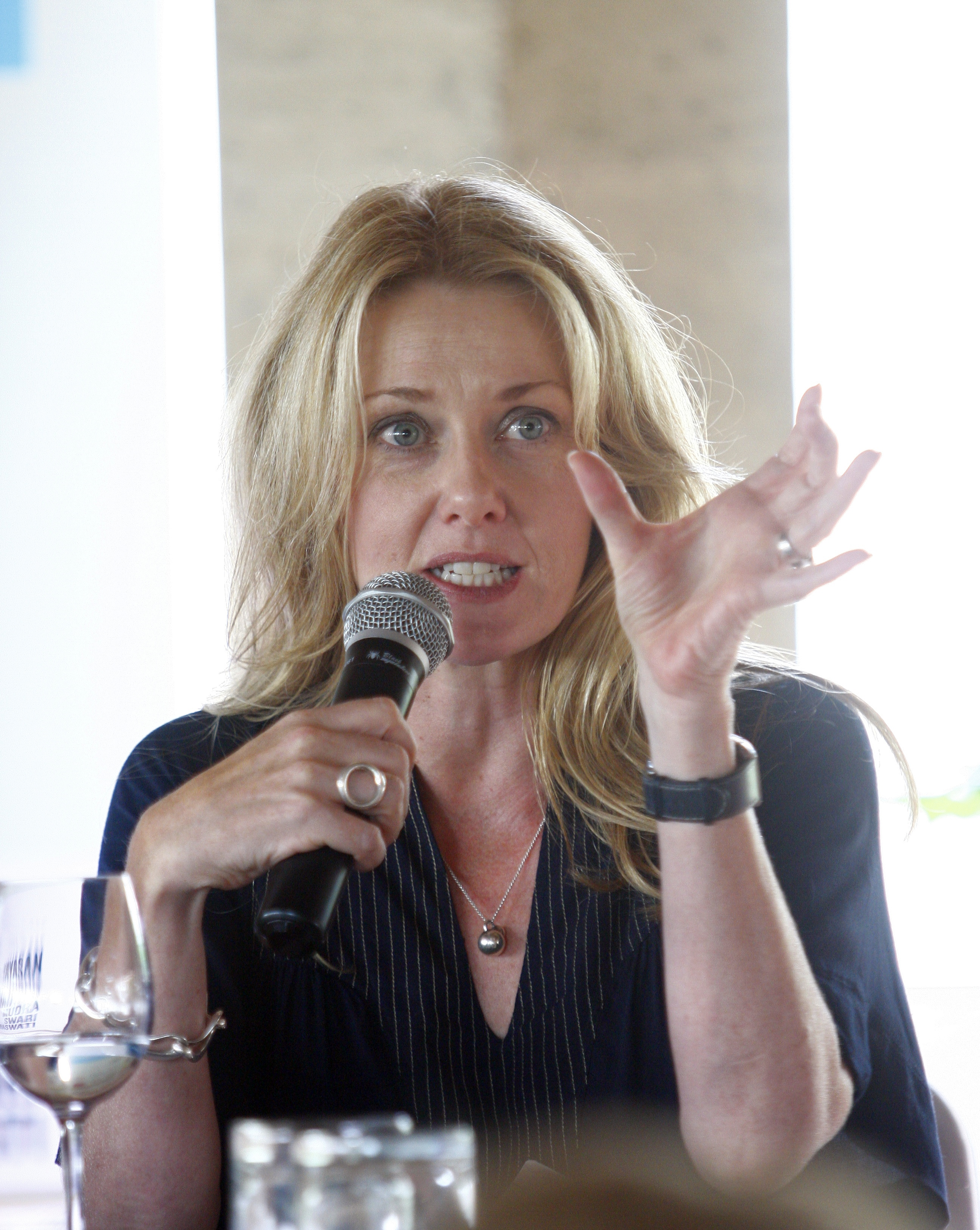
Anna Funder (2012)

Anna Funder (* 1966 in Melbourne) ist eine australische Schriftstellerin, Dokumentarfilmerin und Rechtsanwältin.

## Leben
Funder wuchs in Melbourne und Paris auf. Sie arbeitete als Rechtsanwältin und als Produzentin bei Rundfunk und Fernsehen. In den 1980er Jahren studierte sie in West-Berlin und arbeitete anschließend bei einem Fernsehsender. 1997 war sie „Writer-in-Residence“ am Australien-Zentrum der Universität Potsdam. Sie ist verheiratet und hat zwei Töchter.
Ihr Sachbuch Stasiland über die Deutsche Demokratische Republik erschien zuerst 2002 bei Text Publishing in Melbourne und ist aus dem Englischen in mehrere Sprachen übersetzt worden. Der Verein Gesellschaft zum Schutz von Bürgerrecht und Menschenwürde (GBM) erwirkte 2004 kurz nach Erscheinen des Buches eine einstweilige Verfügung, Anlass waren umstrittene Schilderungen über den Umgang der GBM mit Kritikern. Das Buch erschien neu ohne die beanstandeten Passagen.

## Werke
- 2003 Stasiland (Interviewsammlung)
  - Stasiland, dt. von Harald Riemann; Hamburg: Europäische Verlagsanstalt 2004, ISBN 3-434-50576-8
- 2011 All That I Am (Roman)
  - Alles, was ich bin, dt. von Reinhild Böhnke; Frankfurt am Main: S. Fischer 2014, ISBN 978-3-10-021511-6
- 2023 Wifedom (biographischer Roman)
  - Wifedom – Mrs Orwell’s Invisible Life. New York: Knopf 2023, ISBN 978-0-593-32068-6

## Auszeichnungen
- 2004: Samuel-Johnson-Preis für Sachbücher (Großbritannien)
- 2012: Miles Franklin Award für All That I Am